# دايسوكي اينو (ممثل)
دايسوكي اينو (باليابانية: 井上 大助 ) (و. 1935 – 1977 م) هو ممثل، من اليابان، ولد في تشوأو، طوكيو، توفي عن عمر يناهز 42 عاماً.